# Tenille Dashwood
Tenille Dashwood (Melbourne, 1 maart 1989) is een Australisch professioneel worstelaarster die werkzaam is bij Impact Wrestling onder haar echte naam en in het onafhankelijke circuit. Dashwood was vooral bekend van haar tijd bij WWE tussen 2012 en 2017. Ze was de eerste Australische vrouwelijke worstelaar die een contract had bij WWE. Dashwood was actief in de NXT brand evenals op Raw en SmackDown. Ook kreeg ze bekendheid van haar tijd bij Ring Of Honor (ROH).
Ze begon met trainen als worstelaar zo ze 13 jaar was. Van 2008 tot 2001 ging ze naar Canada om te trainen bij het Storm Wrestling Academy. Ze worstelde in Australië en in Noord Amerika voor onafhankelijke promoties zoals Elite Canadian Championship Wrestling (ECCW) en Shimmer Womens Athletes onder de ringnaam Tenille Tayla.

## Professioneel worstel carrière

### WWE (2011-heden)

#### NXT (2011-2014)
In maart 2011 ondertekende Dashwoord een contract met de WWE en werd naar hun opleidingscentrum, Florida Championship Wrestling, gestuurd om te trainen. In een aflevering van FCW op 16 juli 2012 maakte ze, onder de ringnaam Emma, haar debuut in de FCW. In augustus 2012 veranderde de WWE de naam van hun opleidingscentrum, FCW, in NXT Wrestling en ze verscheen voortaan op WWE NXT. Op 28 augustus 2012 maakte ze haar debuut in de NXT en verloor haar wedstrijd van Audrey Marie. Tijdens de opnames van NXT op 20 juni 2013, dat uitgezonden zal worden op 24 juli 2013, verloor ze de toernooifinale van Paige om het pas opgerichte NXT Women's Championship te veroveren.

#### Hoofdrooster (2014-2017)
Emma debuteerde op 3 februari 2014 op RAW, nadat Santino Marella haar uit het publiek had gehaald voor een danswedstrijd met Summer Rae. Hiervoor was ze al een aantal keer eerder in beeld geweest als deel van het publiek bij verschillende WWE shows. Na haar debuut ging de feud met Summer Rea door. Ze kwam vaak in actie samen met Santino, ofwel als manager of als partner in een mixed tag team match tegen Summer Rae en Fandango. Emma nam ook deel aan de "Vickie Guerrero Divas Championship Invitational" voor de WWE Divas Championship op WrestleMania XXX.
Op 1 juli 2014 werd Emma opgepakt voor diefstal in een supermarkt. De volgende dag maakte WWE bekend dat ze was ontslagen. Later die dag liet WWE weten na een tweede evaluatie toch door te gaan met Emma en ze kreeg haar baan weer terug.
Op 29 oktober 2017 werd op WWE.com bekendgemaakt dat Tenille Dashwood werd ontheven van haar contract bij WWE. Op diezelfde datum werden ook Summer Rae en Darren Young ontheven van hun contract.

## In het worstelen
- Finishers
  - Als Emma
    - Bridging inverted Indian deathlock
    - Emma Lock
    - Inverted DDT
    - Queen cobra/ven-Emma -geadopteerd van Santino Marella

  - Als Tenille Tayla / Tenille Williams
    - Running big boot
    - Inverted DDT
- Signature moves
  - Backslide
  - Cravate
  - Dragon screw
  - Jacknife pin
  - Rope hung Boston crab
  - Running big boot
  - Single leg boston crab
  - Stinger splash
- Worstelaars gemanaged
  - Scotty Mac
  - Carlo Cannon
  - Stephen James
  - Mr. Foxx
  - Dylan Knight
  - Dan Myers
  - Santino Marella
- Bijnaam
  - "Valentine"
- Opkomstnummers
  - "Feedback" van Janet Jackson (Onafhankelijke circuit)
  - "Short Term Memory" van Brian Randazzo (NXT)

## Prestaties
- Extreme Canadian Championship Wrestling
  - ECCW Women's Supergirls Championship (2 keer)
- Pro Wrestling Alliance Queensland
  - Queen of the Warriors (2009)